# Écologie décoloniale
L’écologie décoloniale est un courant de l’écologie politique luttant contre l'impérialisme, l'extractivisme et le néocolonialisme occidental dans les pays du Sud (anciennement appelés pays du tiers-monde) et territoires colonisés. Pour les chercheurs décoloniaux, les crises environnementales sont liées à l’histoire esclavagiste et coloniale de la modernité occidentale. Selon eux, le capitalisme s’est structuré sur une économie extractive et des monocultures intensives qui ont détruit la biodiversité.
C'est une doctrine qui met aussi en avant les savoirs et récits des peuples colonisés, et intègre intimement les luttes sociales, en Europe et dans le monde.

## Histoire du concept

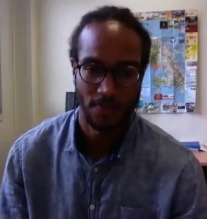
Malcom Ferdinand, auteur de la thèse Une écologie décoloniale, parue en 2019.

Développée par le Colombien Arturo Escobar, inspirée de la pensée de René Dumont en France, et développée à l'origine dans la Caraïbe par l'Haïtien Georges Anglade, et les Martiniquais Garcin Malsa et Marcellin Nadeau depuis la fin des années 1980, elle a été théorisée et mis en avant en France en 2019 par Malcom Ferdinand dans son ouvrage de thèse Une écologie décoloniale, qui traite de l’histoire des Caraïbes et du rapport colonial et de l’écologie. Ce dernier a aussi travaillé sur l'impact environnemental et colonial du chlordécone en Martinique et Guadeloupe.
Dès les années 1970, des chercheurs afro-américains font le lien entre la question écologique et la colonisation. Ils constatent notamment que les décharges de produits toxiques sont placées aux abords des quartiers des communautés noires. Selon l'anthropologue Nathan Hare : « La véritable solution à la crise environnementale est la décolonisation des Noirs ». Il est suivi par le sociologue Terry Jones qui avance le concept d’« écologie d’apartheid ».
Puis, dans les années 1990, le collectif « Modernité/Colonialité/Décolonialité » (MCD), composé de chercheurs latino-américains présents dans des universités américaines comme Walter Mignolo, Ramón Grosfoguel ou Arturo Escobar, poursuivent le développement de cette approche. En particulier, Arturo Escobar, anthropologue colombien et professeur à l’université Chapel Hill (Caroline du Nord, États-Unis), développe une théorie critique connue sous le nom de « post-développement ». Celle-ci met l'accent sur les aspects coloniaux et culturels du « développement » (économique, technologique etc.). Il est l'auteur notamment de Sentir-penser avec la Terre : Une écologie au delà de l'Occident. Selon Roland d'Hoop, « Arturo Escobar invite à une écologie décoloniale et propose de repenser le sujet à partir de ses interactions avec le vivant ». En effet, Escobar déconstruit l'idée d'un savoir moderne occidental universel et lui oppose la perspective de savoirs multiples, « pluriversels » ; son travail met en évidence d'autres types de connaissance du monde qui ont été dépréciées par les scientifiques occidentaux, d'autres modes de vie où l’humain établit un rapport différent avec la nature.
Le philosophe algérien et spécialiste d'écopsychologie Mohammed Taleb plaide pour une écologie vue du Sud et observe la manière dont des communautés religieuses prennent en main la question de l’écologie,.
Le 9 novembre 2019, dans une tribune intitulée « Why we strike again » (« Pourquoi nous sommes à nouveau en grève »), la militante Greta Thunberg reprend les arguments de l'écologie décoloniale : « la crise climatique ne concerne pas seulement l’environnement. C’est une crise des droits humains, de la justice et de la volonté politique. Les systèmes d’oppression coloniaux, racistes et patriarcaux l’ont créée et alimentée. Nous devons les démanteler. »

## Axes principaux

### Critique de l'extractivisme
L'écologie décoloniale critique « l’habiter colonial », un mode de vie qui suppose que l'environnement est une ressource, et qui conduit à la pratique des monocultures et à une déforestation intensives. A la différence du mode de vie des peuples autochtones, « l'habiter colonial » ne laisse pas le temps aux ressources de se régénérer et les exploitent jusqu'à rendre le monde inhabitable. Mike Davis explique bien ce phénomène dans son ouvrage Génocides tropicaux, Famines coloniales et catastrophes naturelles aux origines du sous-développement ,,.

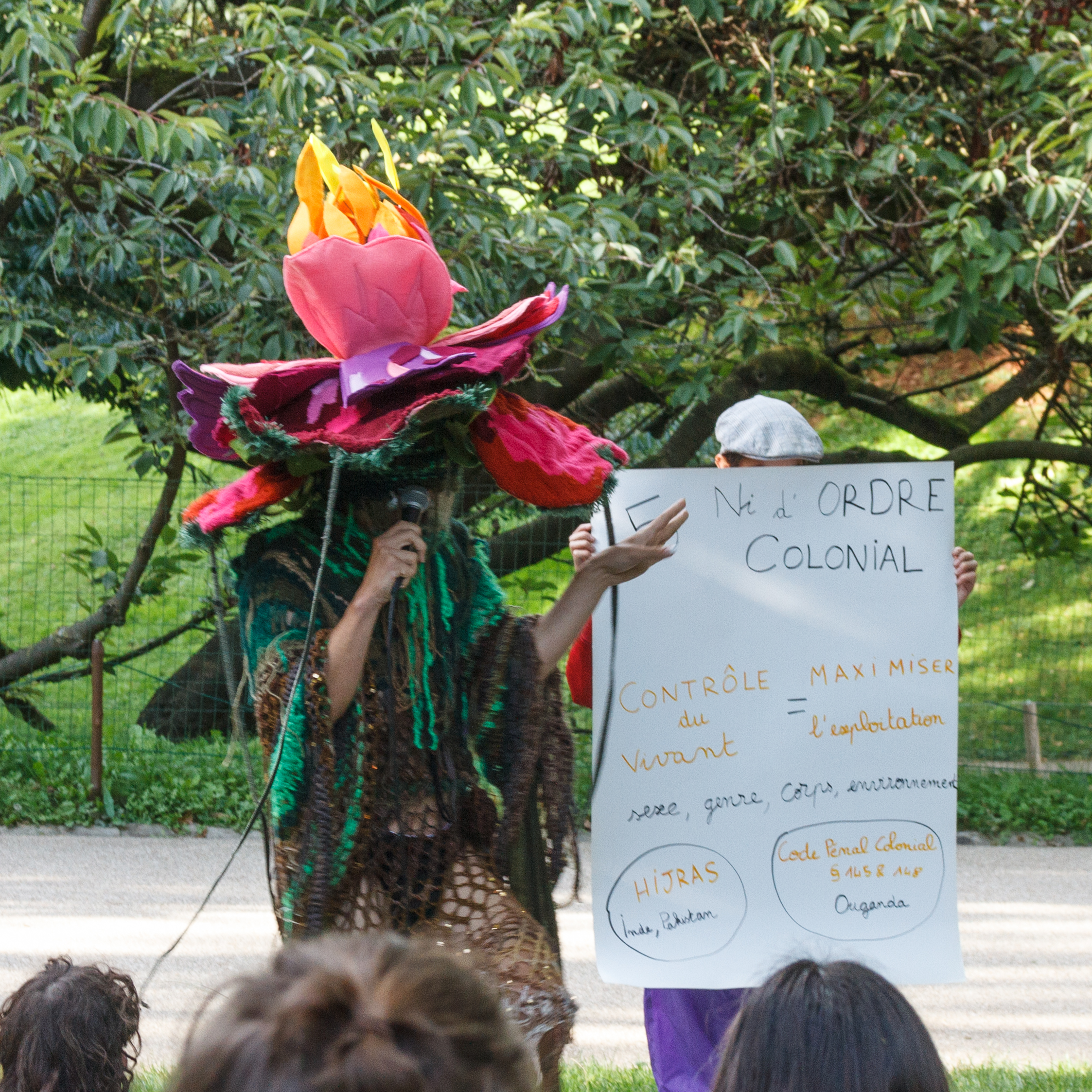
Performance Club Kids en 2024 faisant le lien entre écologie décoloniale et écologie queer.

### Critique du «colonialisme vert»
L'écologie décoloniale critique le concept de « naturalité » (wilderness), à savoir d'une nature sauvage et non habitée par les humains, à l'image des réserves naturelles créées en expropriant les natifs de leurs terres. Ce concept repose sur une vision coloniale de la nature, qui stigmatise des pratiques autochtones de chasse, ou qui interdit l'accès des habitants aux différentes ressources,.

### Nouveau concept de «plantationocène»
L’utilisation du terme Anthropocène n’est pas suffisant selon les théoriciens de l'écologie décoloniale pour fournir une critique globale de l’écologie. Aussi, d’autres termes émergent comme le « capitalocène » ou le « plantationocène » qui permettent de voir les problèmes environnementaux actuels par le biais de l'économie des plantations imposée par les colons. La chercheuse Donna Haraway rappelle que « ces modèles de plantations à grande échelle ont précédé le capitalisme industriel et ont permis sa mise en place, en accumulant du capital sur le dos d’êtres humains réduits en esclavage. »

### Écologie et philosophies autochtones
L'écologie décoloniale souhaite insérer dans l’écologie les récits ancestraux et les différentes formes de spiritualités qui ont été annihilés par la vision moderne liée à la colonisation.
De même, le concept de nature est approché différemment, inspiré notamment des Autochtones de Caraïbe et d'Amérique centrale (Kalinagos ou du Chiapas) pour lesquels nous ne sommes pas « dans la nature », mais « nous sommes la nature » qui est à tous[réf. nécessaire].

### Critique du néolibéralisme
Critiquant le néolibéralisme et l'environnementalisme écologique des pays développés, l'écologie décoloniale recherche un nouveau modèle de développement autour des concepts de « désenveloppement », de « ménagement » et de « municipalisme » qui lient écologie et solidarité sociale dans le monde avec la liberté des peuples opprimés et colonisés dans le monde, notamment paysans ou amérindiens. L'appellation d'« écologie-monde » est parfois donnée à ces combats[réf. nécessaire].

### Dénonciation du racisme environnemental
Le racisme environnemental se caractérisé par les lieux hautement pollués, habités par des personnes non-blanches ou issues de l’immigration. À titre d’exemple, le couloir pétrochimique entre Bâton-Rouge et La Nouvelle-Orléans (Louisiane), surnommé Cancer Alley, est peuplé majoritairement de personnes noires installées depuis l’esclavage et la ségrégation. Dans cette zone le taux de cancer est parfois soixante fois supérieur à la moyenne nationale.
Malcom Ferdinand ajoute que ce racisme environnemental est marqué aussi par l’éloignement des différents essais nucléaires hors des territoires français (Algérie et Polynésie),,.

## Exemples de luttes écologiques décoloniales
- Chlordécone aux Antilles françaises : L’utilisation de l’insecticide chlordécone par les ouvriers agricoles sans protection et sous obligation des békés, malgré son interdiction dans les bananeraies aux Antilles[3],[1],[2].
- L’accès à l’eau potable dans les Antilles.
- Conséquences des essais nucléaires en Polynésie sur la santé et l'environnement.
- Risques naturels et changement climatique dans les îles.
- Combat conte les retours de « colonialité » en Europe, aux États-Unis, dans les dits Outre-mer français ou européens, en Afrique et en Asie.
- Tran To Nga lutte pour les victimes de l'agent orange créée par Bayer-Monsanto et Dow Chemicals utilisé par les américain lors de la guerre du Vietnam[16].
- Exilés de l'Atoll de Bikini[17].

## Personnalités
- Arturo Escobar
- Garcin Malsa
- Marcellin Nadeau
- Malcom Ferdinand
- Kalvin Soiresse Njall (député bruxellois en charge de l’enseignement)
- René Dumont
- Greta Thunberg[3]
- Philippe Descola[18]
- Uýra[19]

#### Ouvrages

##### Ouvrages généraux
- Georges Anglade, Éloge de la pauvreté, Montréal, Études et Recherches Critiques d’Espace, 1983, 63 p. (lire en ligne)
- (en) Alfred W. Crosby, Ecological Imperialism : The biological expansion of Europe, 900-1900, Cambridge University Press, 1986, 368 p.
- Garcin Malsa, La mutation Martinique : Orientations pour l’épanouissement de la Martinique, Paris, L’Harmattan, 2009 (1re éd. 1992), 46 p. (ISBN 2296107206)
- Garcin Malsa, L’écologie ou la passion du vivant : Quarante ans d’écrits écologiques, Paris, L’Harmattan, 2008, 290 p. (ISBN 978-2-296-05054-9)
- Mohammed Taleb, L'écologie vue du Sud : Pour un anticapitalisme éthique, culturel et spirituel, Sang de la terre, 2014, 254 p. (ISBN 2869853203)
- Arturo Escobar, Sentir-penser avec la Terre : Une écologie au-delà de l'Occident, Seuil, coll. « Anthropocène », 2018, 240 p. (EAN 9782021389852)
- Razmig Keucheyan, La nature est un champ de bataille : Essai d'écologie politique, La Découverte, 2018, 234 p. (ISBN 978-2-348-03628-6 et 2-348-03628-2, OCLC 1044715815, lire en ligne)
- Malcom Ferdinand, Une écologie décoloniale : Penser l'écologie depuis le monde caribéen, Seuil, coll. « Anthropocène », 3 octobre 2019, 464 p. (EAN 9782021388497, présentation en ligne)
- Collectif, Écologies politiques depuis les Outre-mer, Le Bord de l'Eau, 2021, 192 p. (ISBN 9782356878229)
- Malcom Ferdinand, « Naître en Martinique, c’est naître sur la scène d’un double crime, colonial et écologique », dans Fondation Danielle Mitterrand, Donnons vie aux utopies, Érès, 2023, 206 p. (lire en ligne), p. 89-97
- Samy Manga, Chocolaté : Le goût amer de la culture du cacao, écosociété, 2023, 136 p. (ISBN 9782897198664)
- Fatima Ouassak, Pour une écologie pirate : Et nous serons libres, Points, 2024 (1re éd. 2023), 208 p. (EAN 9791041417353)
- Pascal Margueritte et Marcellin Nadeau, Nous sommes la Nature ! : Écologie, colonialité et liberté des peuples, Paris/Fort-de-France, IDEM, 2024, 538 p. (ISBN 978-2364300729)

##### Ouvrages sur le colonialisme vert
- Guillaume Blanc, L'invention du colonialisme vert : Pour en finir avec le mythe de l'Éden Africain, Paris, Flammarion, 2022 (1re éd. 2020), 346 p. (ISBN 9782080289452, présentation en ligne)
- Fiore Longo, Décolonisons la protection de la nature : Plaidoyer pour les peuples autochtones et l'environnement, Double ponctuation, 2024, 188 p. (ISBN 978-2-490855-42-1)
- Olivier van Beemen, Au nom de la nature : Enquête sur les pratiques néocolonialistes de l’ONG African Parks, Rue de l'échiquier, 2025, 296 p. (ISBN 978-2-37425-454-8)

#### Vidéos
- « Décolonisons l'écologie : Reportage au cœur des luttes décoloniales & écologistes » (consulté le 27 mai 2022)